# Aknai Tamás
Aknai Tamás (Budapest, 1945. május 20. –) magyar művészettörténész, egyetemi tanár.

## Élete
Aknai Béla és Nádasi Irén gyermekeként született.
1963–1968 között az Eötvös Loránd Tudományegyetem Bölcsészettudományi Karának művészettörténet szakán tanult. 1972–1975 között a Magyar Tudományos Akadémia aspiránsa volt. 1972–73-ban Berlinben tanult.
1968–1970 között a Dunapataji Községi Könyvtár vezetője volt. 1970–1982 között a Janus Pannonius Múzeumban muzeológus és művészettörténész volt. 1982–1984 között a József Attila Tudományegyetem Bölcsészettudományi Karán az újkori egyetemes történelem tanszékén tanított. 1984–1995 között, valamint 1997 óta a Janus Pannonius Tudományegyetem újkori történelem tanszékén oktat, 2002 óta egyetemi tanár. 1987–1991 között külügyi és tudományos rektorhelyettes volt. 1995–1997 között ismét a Janus Pannonius Múzeumban dolgozott, mint művészettörténeti osztályvezető. 1998 óta az Echo című kritikai szemle főszerkesztője. 2000-től  a Pécsi Tudományegyetem Művészeti Karának dékánja volt öt éven át, valamint a Felsőoktatási és Tudományos Tanács tagja. Az Amszterdami Egyetem és az Indianai Egyetem vendégprofesszora.
Kutatási területe a XX. századi vizuális kultúra.

## Művei
- Rippl-Rónai; Corvina, Bp., 1971 (A művészet kiskönyvtára)
- Nicolas Schöffer; Corvina, Bp., 1975 (A művészet kiskönyvtára)
- Modern Magyar Képtár (1981)
- Halász Szabó Sándor; Szentesi Városi Tanács, Szentes, 1985
- Martyn Múzeum, Pécs. Martyn Ferenc festményei, rajzai és szoborművei; összeáll. Hárs Éva, tan. Aknai Tamás, Hárs Éva; JPM, Pécs, 1985 (A Janus Pannonius Múzeum művészeti kiadványai)
- Jose Kolosa Kolos (monográfia, 1988)
- A Pécsi Műhely (1995)
- Pécs; Útmutató, Bp., 1997 (Változó világ)
- Pécs, Vasarely Múzeum; 2. átdolg. kiad.; TKM Egyesület, Bp., 1999 (Tájak, korok, múzeumok kiskönyvtára)
- Heritage historique de la ville Pécs (1999)
- Vasarely. Múzeumi állandó kiállítás katalógusa (2000, Sárkány Józseffel)
- Pécsi pálos templom és rendház (2001)
- Évezredek öröksége: Pécs; szerk. Tamás Aknai, Zsuzsa Katona Győr; 2. átdolg. kiad.; Molnár, Pécs, 2001
- Egyetemes művészettörténet, 1945-1980; Dialóg Campus, Bp.–Pécs, 2001 (Dialóg Campus szakkönyvek)
- Aknai Tamás-Mészáros Tamás: Lantos Ferenc – Egy életmű margójára (2002)
- Csorba [Csorba-Simon László]; Magyar Képek, Veszprém–Bp., 2010
- Deltatáj. Egyetemes művészettörténet mindenkinek, 1980-2000; Dialóg Campus, Bp.–Pécs, 2011 (Dialóg Campus szakkönyvek)
- Lent, délen... Képek, arcok Pécs képzőművészeti életéből a 20-21. század fordulóján; Dialóg Campus, Bp.–Pécs, 2013 (Dialóg Campus szakkönyvek)
- Polyphemos Bajkonurban. A szobrász Fusz György; Kronosz, Pécs, 2014
- A művészetek fakultása. Művészeti Kar a Pécsi Tudományegyetemen / The faculty of arts University of Pécs; főszerk. Aknai Tamás, szerk. Radnai Éva, angolra ford. Győri Gábor; PTE MK, Pécs, 2015
- Kikérdezés; riporter Jóry Judit; Kronosz, Pécs, 2015
- BEKE (Rohoé é éhogyő), Pro Pannnia Kiadó, Pécs, 2018
- Umbra. Feljegyzések Pécs képzőművészeti életéről az ezredfordulón; Pro Pannonia Kiadó, Pécs, 2021
- Silaro ösvényein / On Silaro's Paths. Szilágyi Szilárd festőművész; Duplex-Rota, Pécs, 2022

## Díjai, kitüntetései
- A művészettörténetek tudományának kandidátusa (1980)
- Széchenyi professzor ösztöndíj (1998-2001)
- Németh Lajos-díj (2012)